# Лавнгтлай (округ)
Лавнгтлай (англ. Lawngtlai) — округ в индийском штате Мизорам. Образован 11 ноября 1998 года. Административный центр — город Лавнгтлай. Площадь округа — 2557 км². По данным всеиндийской переписи 2001 года население округа составляло 73 620 человек. Уровень грамотности взрослого населения составлял 64,7 %, что выше среднеиндийского уровня (59,5 %).